# Szkoła artystyczna
Szkoła artystyczna – rodzaj szkoły w Polsce realizującej kształcenie ogólne i artystyczne lub wyłącznie kształcenie artystyczne, w zakresie muzyki, plastyki, baletu (tańca) lub sztuki cyrkowej. Może być szkołą publiczną lub niepubliczną.

## Kształcenie ogólne i artystyczne
- ogólnokształcąca szkoła muzyczna I stopnia
- ogólnokształcąca szkoła muzyczna II stopnia
- ogólnokształcąca szkoła sztuk pięknych
- liceum plastyczne
- ogólnokształcąca szkoła baletowa

## Kształcenie wyłącznie artystyczne
- szkoła muzyczna I stopnia
- szkoła muzyczna II stopnia
- szkoła sztuki tańca
- szkoła sztuki cyrkowej
- policealna szkoła muzyczna
- policealna szkoła plastyczna